# Équipe du Portugal de curling
L'équipe du Portugal de curling est la sélection qui représente Portugal dans les compétitions internationales de curling. En 2017, les équipes ne sont pas classées.

## Historique
L'idée de créer un mouvement portugais autour du curling revient à João Cardoso qui lance une page facebook en décembre 2010  après avoir regardé la télévision sur les championnats d'Europe de curling. Son objectif est de Rassembler suffisamment de personnes qui veulent pratiquer pour s'enregistrer auprès de la Fédération des sports d'hiver du Portugal (FDIP).
João Cardoso est contacté en 2017 par Daniel Rafael, entraîneur né au Canada mais fils d'un émigrant portugais de la région d’Alcobaça). Ce dernier a notamment été entraîneur de l'Italie, de la Chine, de la République tchèque, de la Turquie et de la Russie.
La fédération nationale devient membre conditionnel de la Fédération mondiale de curling en 2017.